# Fidus
Fidus, pseudónimo de Hugo Reinhold Karl Johann Höppener, (Lübeck, 8 de outubro de 1868 — Woltersdorf, 23 de fevereiro de 1948) foi um ilustrador, pintor e escritor alemão. Fidus foi um artista simbolista cujo trabalho influenciou diretamente o estilo psicodélico do design gráfico no final dos anos 1960. Também foi influenciado pelo movimento völkisch e Jugendstil. Foi aluno de Karl Wilhelm Diefenbach e apoiador e representante do Lebensreform, um movimento social que propagava um estilo de vida voltado à natureza.

## Biografia
Nascido filho de um confeiteiro em Lübeck, Höppener demonstrou talento artístico desde pequeno. Por volta de 1886, ele conheceu o "apóstolo da natureza" e artista Karl Wilhelm Diefenbach e ingressou na comuna de Diefenbach perto de Munique. Em nome de Diefenbach, ele cumpriu uma breve sentença de prisão por nudez pública, recebendo o nome de Fidus ("fiel").
Em 1892, mudou-se para Berlim, estabeleceu outra comuna e trabalhou como ilustrador na revista Sphinx. Seu trabalho apareceu com frequência em Jugend e outras revistas ilustradas. Ele criou muitos desenhos ornamentais, especialmente para decoração de livros, além de ex libris, pôsteres e desenhos. Ele foi um dos primeiros artistas a usar cartões postais publicitários para promover seu trabalho. Ele também contribuiu para a revista homossexual Der Eigene, publicada por Adolf Brand.
Ele possuía crenças teosóficas místicas e se interessava pela mitologia alemã. Suas primeiras ilustrações continham abstrações oníricas, enquanto seu trabalho posterior foi caracterizado com camponeses, guerreiros e outras figuras humanas nuas em ambientes naturais. Ele frequentemente combinava misticismo, erotismo e simbolismo, nos estilos Art Nouveau e Secessão de Viena. Por volta de 1900, ele era um dos pintores mais conhecidos da Alemanha e estava sob a influência de escritores como Arthur Moeller van den Bruck, Heinrich e Julius Hart e os movimentos Wandervogel e cidade jardim anti-materialista. Em 1912, ele desenhou um pôster famoso para um congresso sobre "higiene biológica" em Hamburgo.
Depois de 1918, o interesse em seu trabalho como ilustrador diminuiu. Apesar de seu entusiasmo pela ideologia do Partido Nazista, do qual ele se tornou membro em 1932, ele não recebeu o apoio do regime nazista. Em 1937, seu trabalho foi apreendido e a venda de suas imagens foi proibida. Quando morreu em 1948 em Woltersdorf, sua arte já estava quase esquecida. Foi redescoberta na década de 1960 e influenciou diretamente opôsteres de shows psicodélicos que começaram a ser produzidos na época, inicialmente em São Francisco e nos arredores.
Há um arquivo da obra de Fidus na Berlinische Galerie. Outro grande arquivo de materiais da Fidus (incluindo obras de arte, diários, correspondência e fotografias) é mantido pela Coleção Jack Daulton em Los Altos Hills, Califórnia.

## Galeria

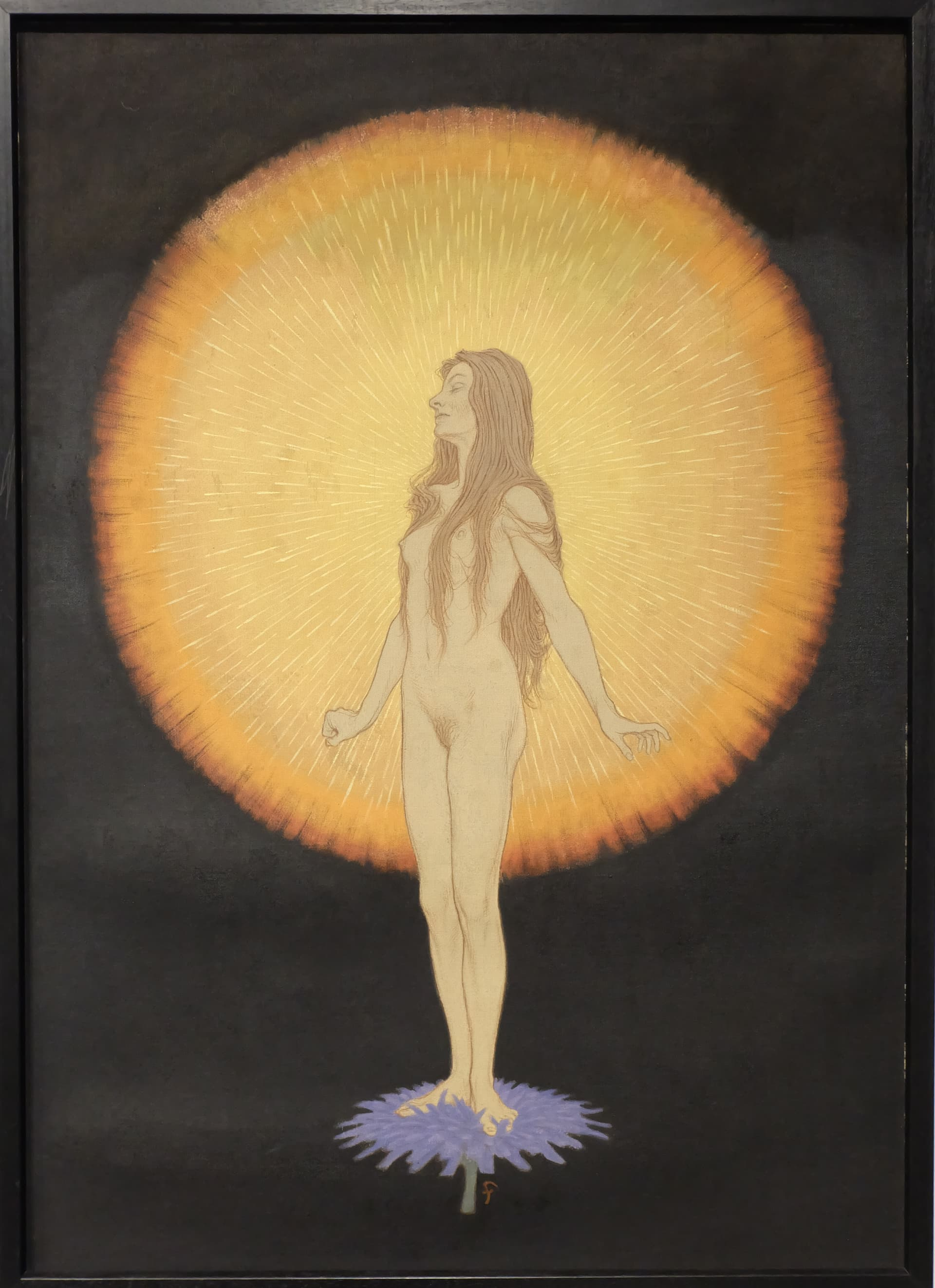
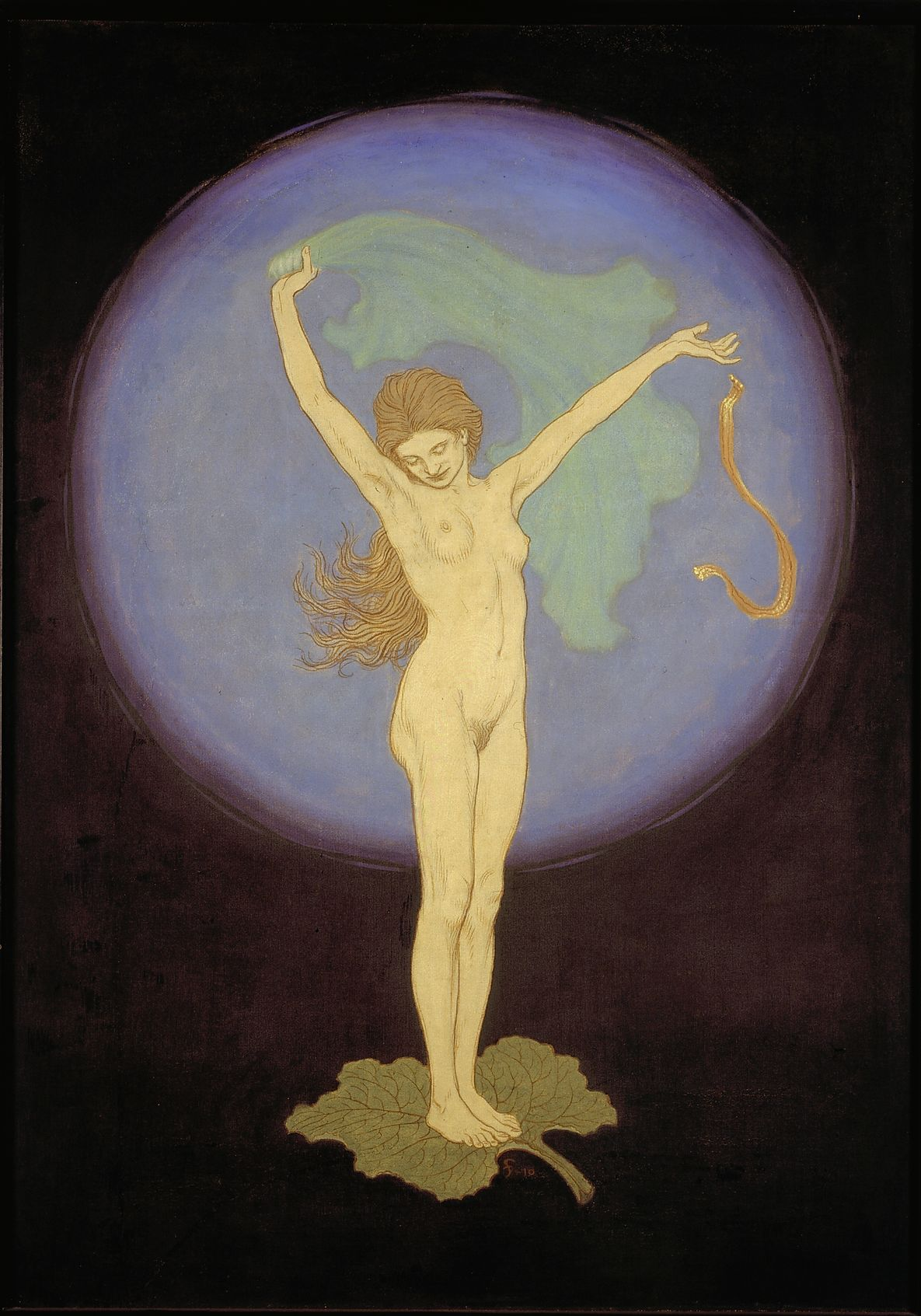
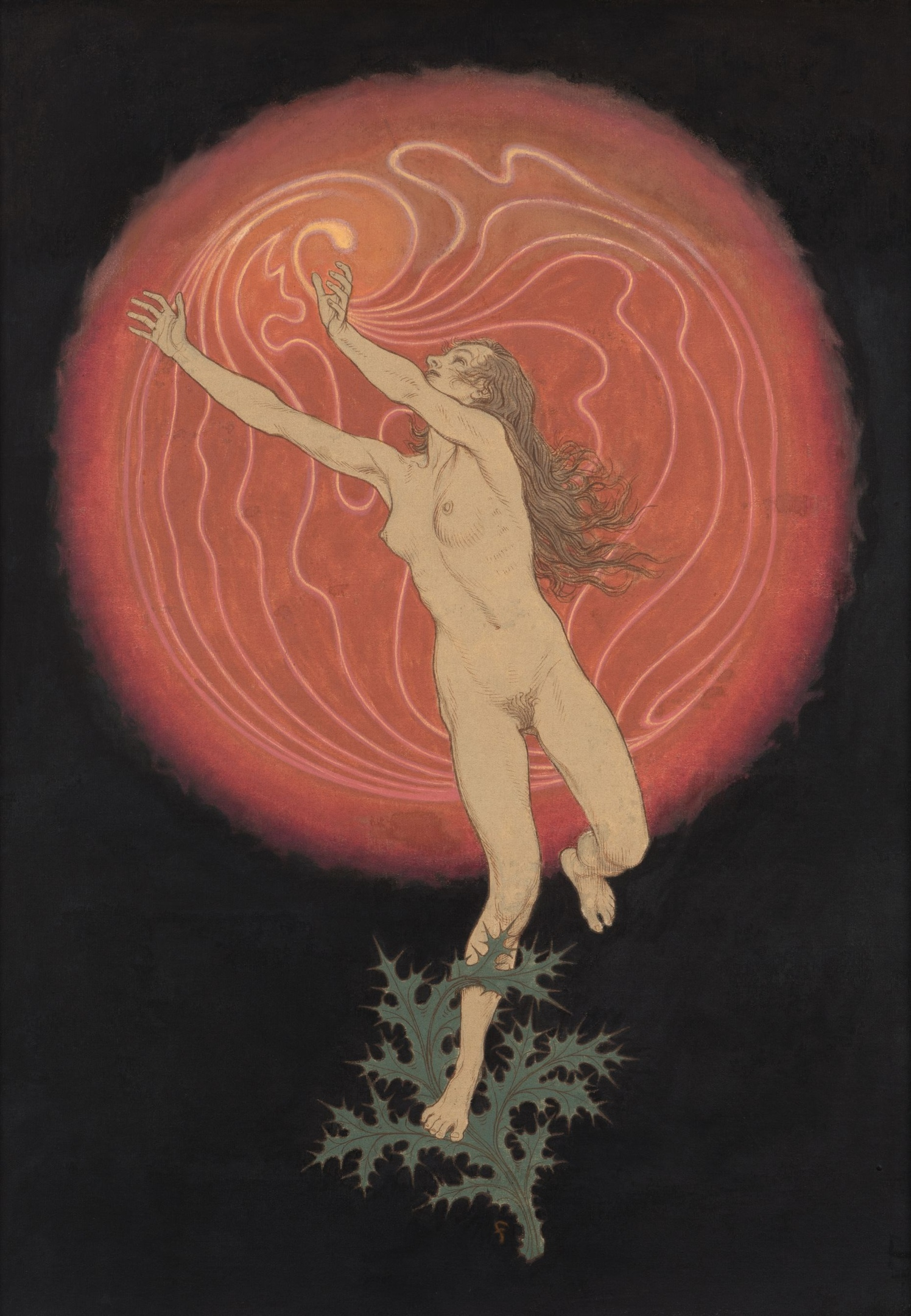
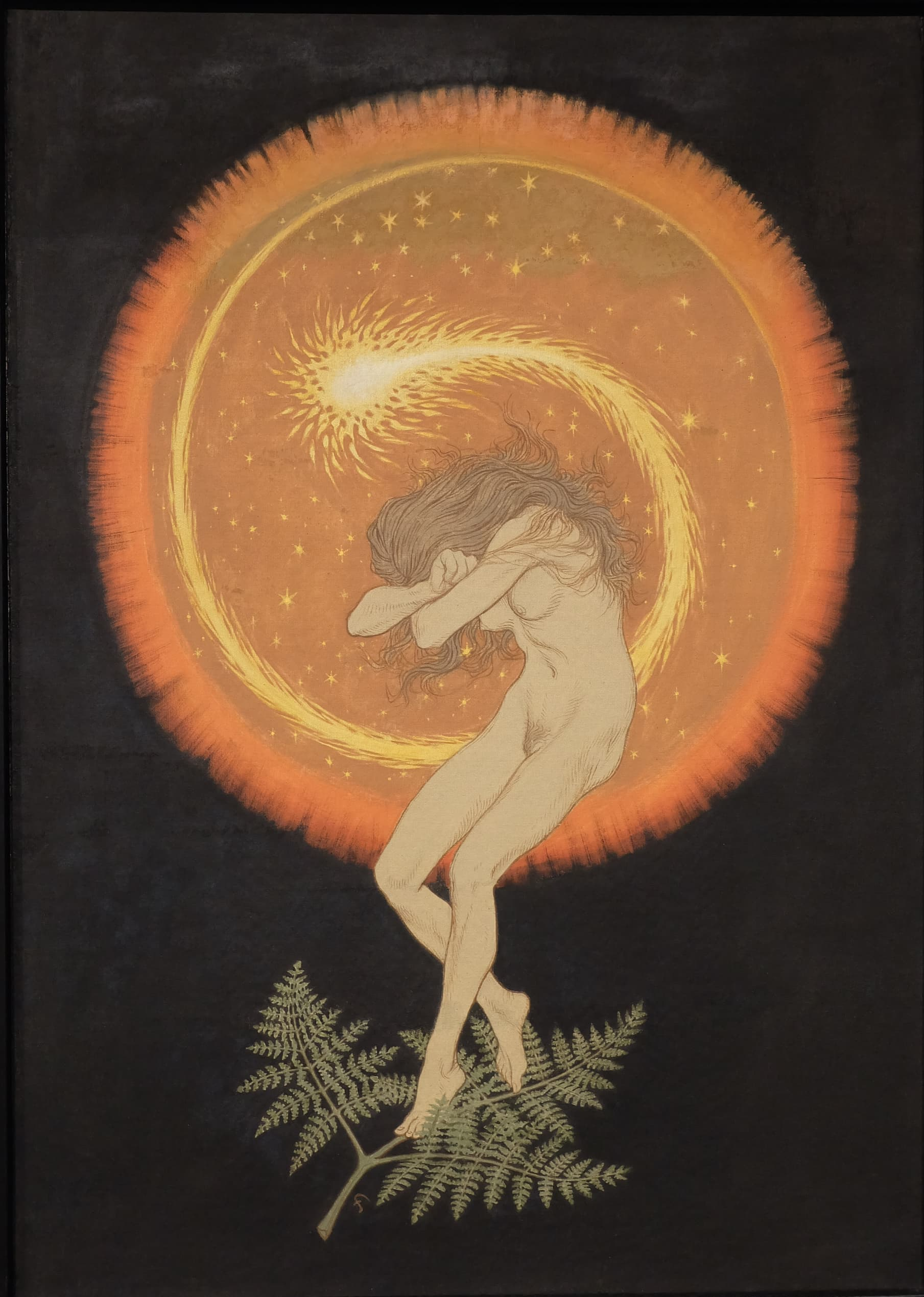
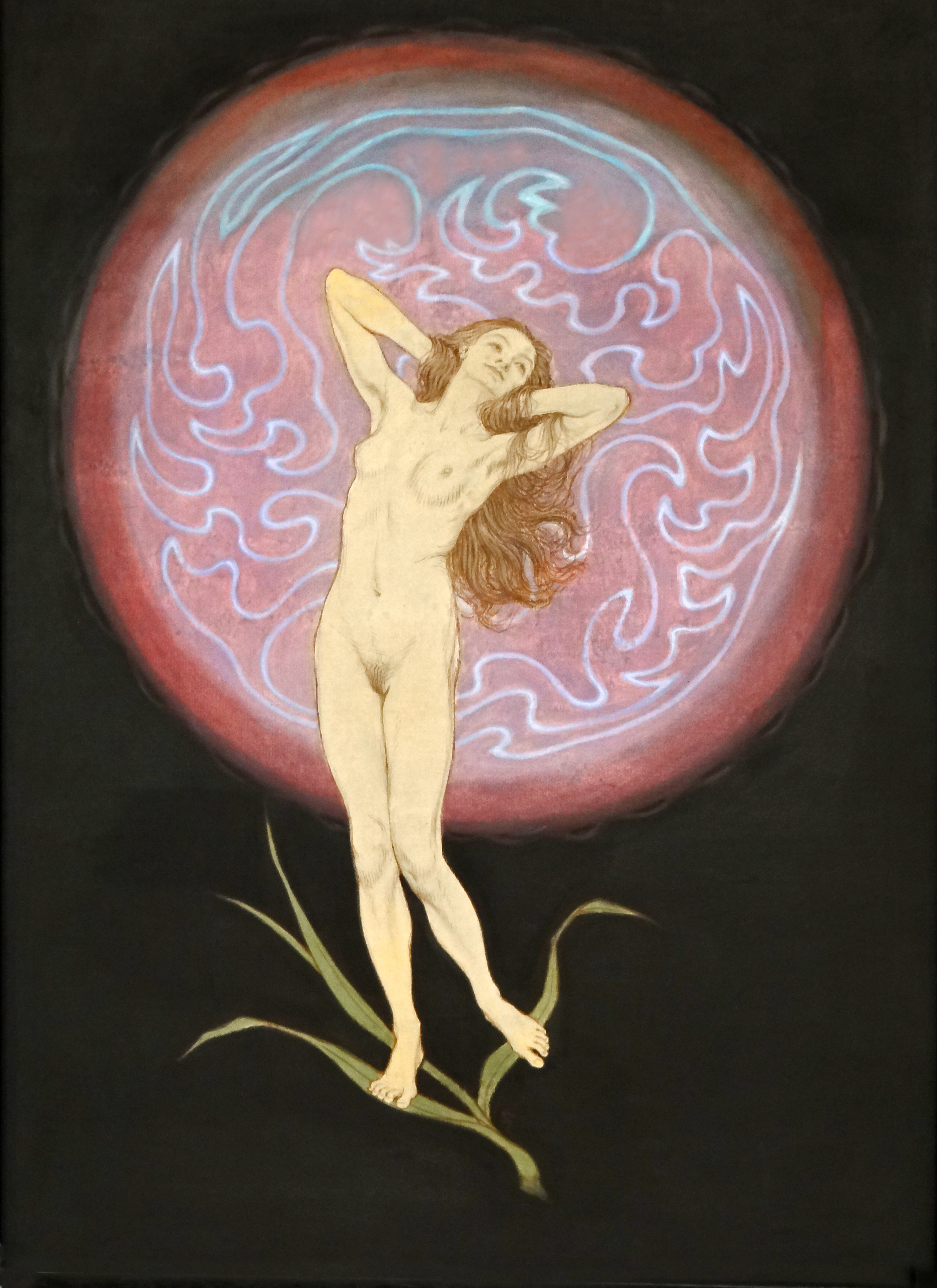
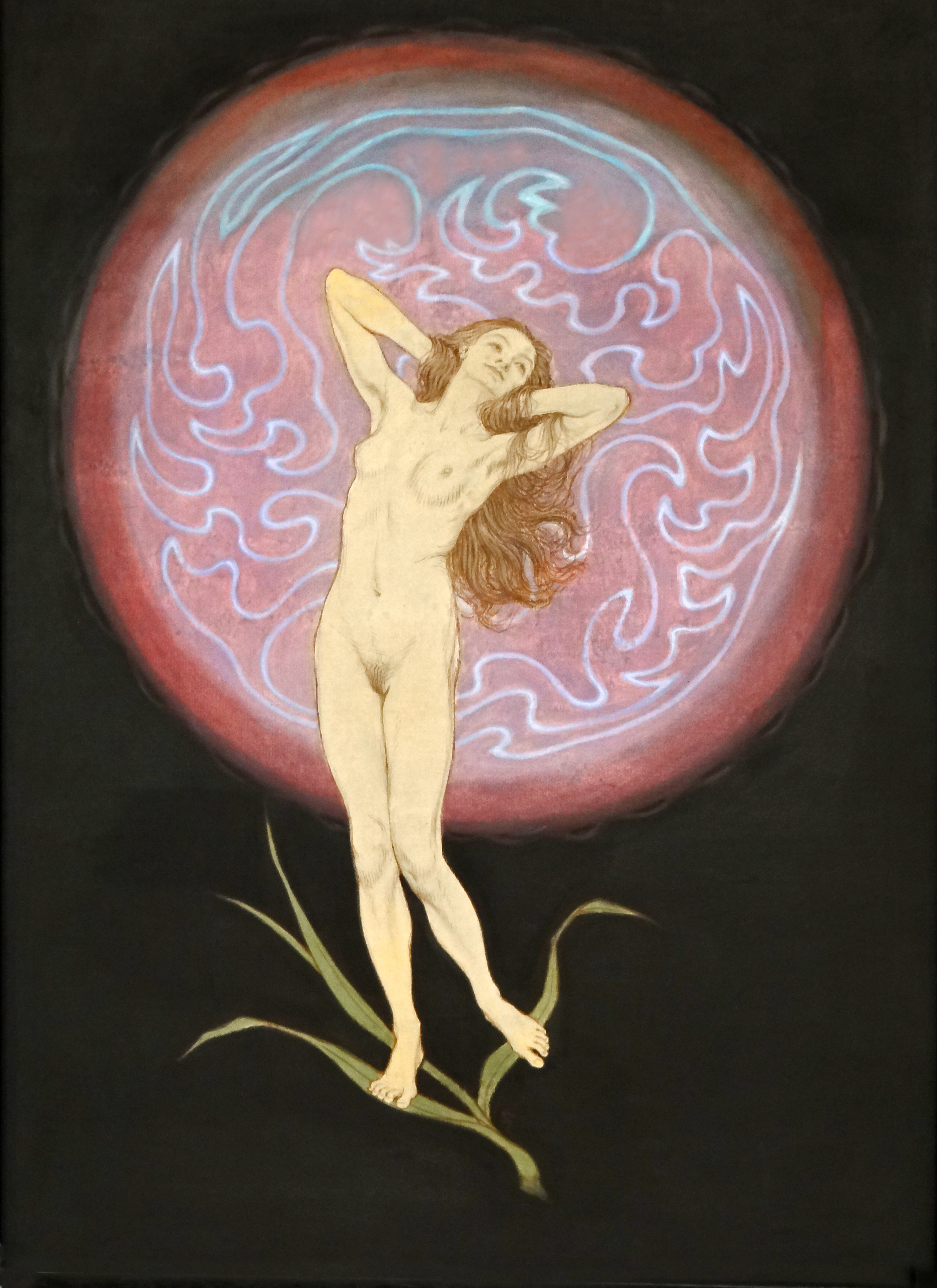

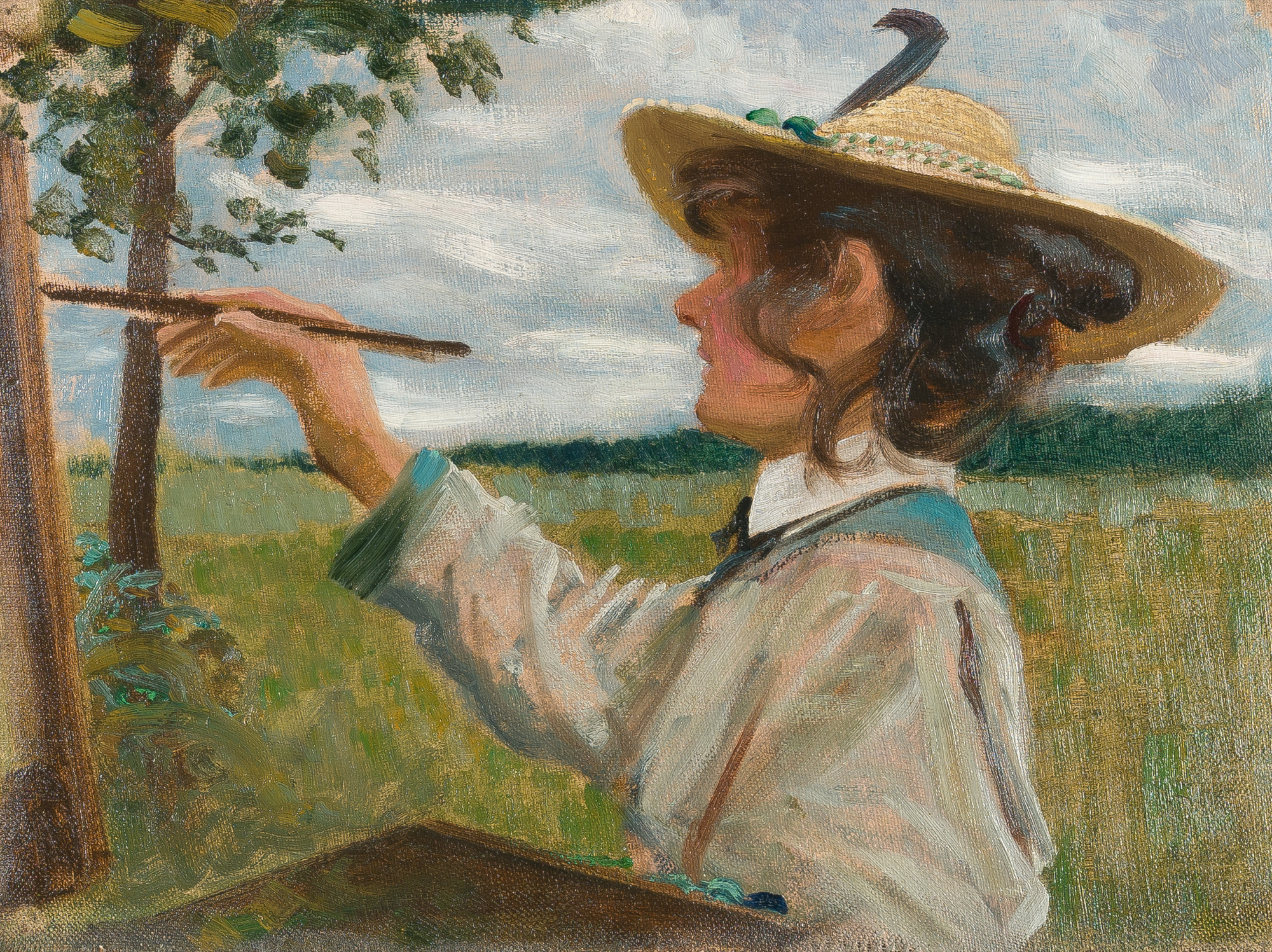
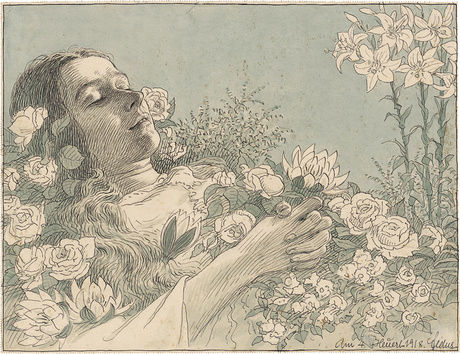
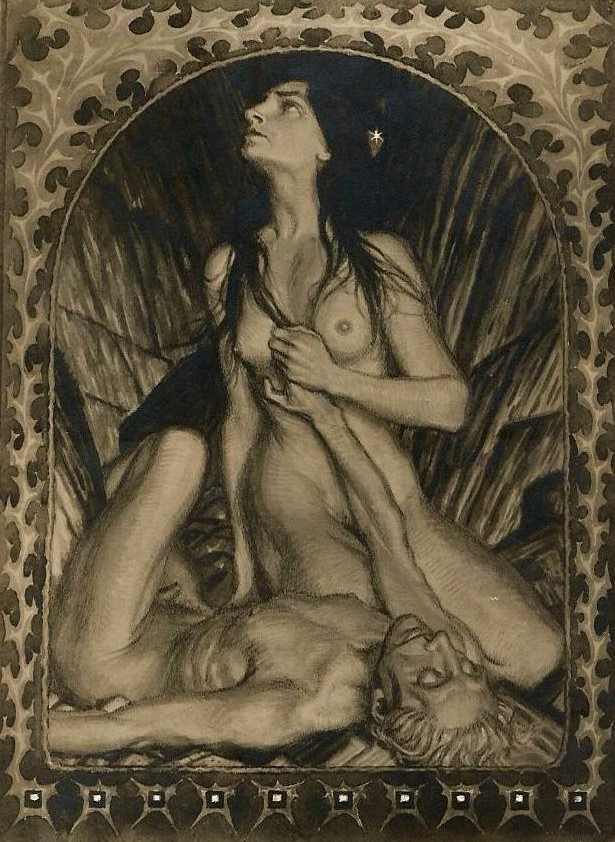
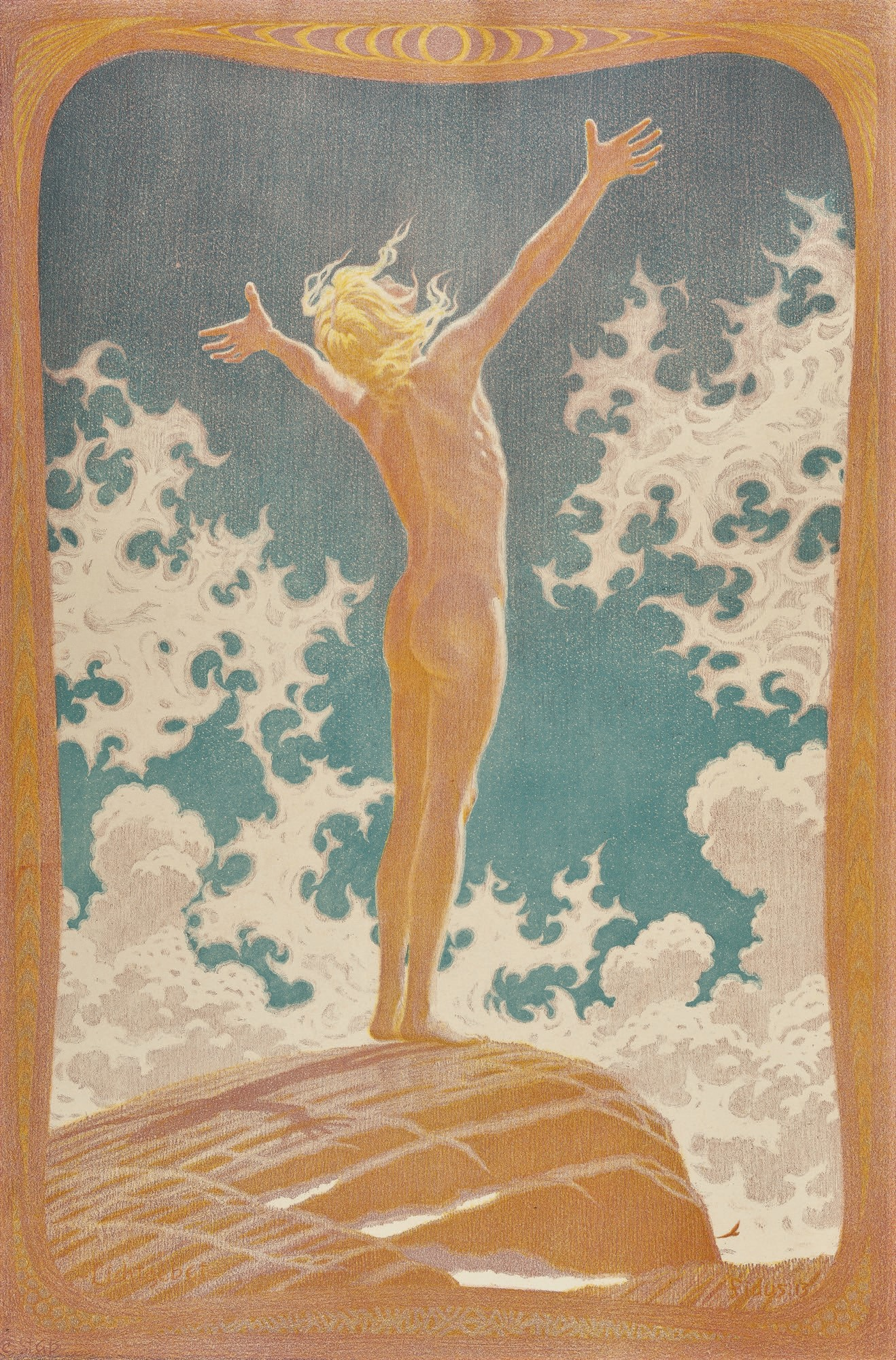